# Mostra de Venise 1966

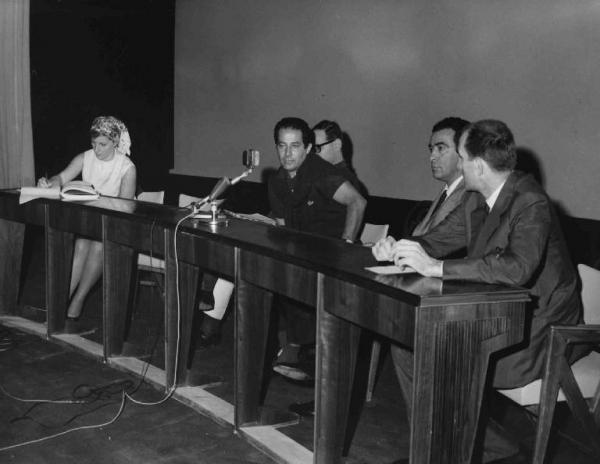
Le réalisateur Gillo Pontecorvo lors de la Mostra de Venise en 1966

La Mostra de Venise 1966 s'est déroulée du 28 août au 10 septembre 1966.

## Jury
- Giorgio Bassani (président, Italie), Lindsay Anderson (Grande-Bretagne), Luboš Bartošek (Tchécoslovaquie), Michel Butor (France), Lewis Jacobs (É.-U.), Lev Koulechov (URSS), Joris Ivens (Pays-Bas).

## Palmarès
- Lion d'or pour le meilleur film : La Bataille d'Alger (La Battaglia di Algeri) de Gillo Pontecorvo
- Coupe Volpi de la meilleure interprétation masculine : Jacques Perrin pour Un Uomo a metà de Vittorio De Seta et pour La busca d'Angelino Fons
- Coupe Volpi de la meilleure interprétation féminine : Natalya Arinbasarova pour Le Premier Maître d'Andrei Konchalovsky
- Prix spécial : La Bombe (The War Game) de Peter Watkins